# Форнело (Фиренца)
Форнело је насеље у Италији у округу Фиренца, региону Тоскана.
Према процени из 2011. у насељу је живело 91 становника. Насеље се налази на надморској висини од 42 м.